# Heiligtum von Messon

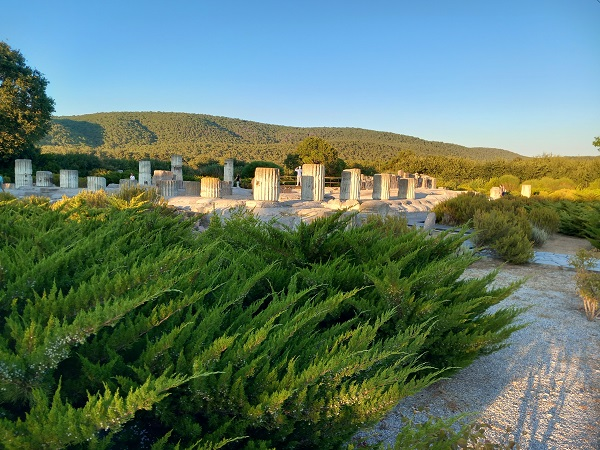
Heiligtum von Messon 2024

Das Heiligtum von Messon (griechisch Ιερό του Μέσσου) ist eine archäologische Stätte auf der griechischen Insel Lesbos. Der Name leitet sich von dem griechischen Wort „messou“ (äolisches Wort meso, μέσο) für „Mitte“ ab und bezieht sich auf die Lage des Heiligtums in der Mitte der Insel.

## Lage
Das Heiligtum liegt 1,5 km von der Bucht des Golfs von Kalloni und 35 km von der Inselhauptstadt Mytilini entfernt, in einem Tal unweit der Hauptstraße E036 von Mytilini nach Kalloni. Die archäologische Anlage gehört heute zum Gemeindebezirk von Agia Paraskevi.

## Geschichte
Obwohl sich das Heiligtum von Messon auf dem Gebiet des antiken Pyrrha befindet, wird es als ein unabhängiger Ort der Verehrung, an dem alle Einwohner der Insel Lesbos ihren gemeinsamen äolischen Ursprung feierten, angesehen. Bei dieser Gemeinschaft handelt es sich um eine im 6. Jahrhundert v. Chr. gegründete Vereinigung aus den antiken Städten Mytilini, Pyrra, Antissa, Eresos und Mithymna (heute auch Molyvos genannt), die Bestand bis ins 2. Jahrhundert n. Chr. hatte. Es wird angenommen, dass das Heiligtum der Dreieinigkeit von Lesbos gewidmet war, nämlich den Göttern Zeus, Dionysos und der Göttin Hera. Überlieferte Schriften der beiden Poeten des alten Lesbos, Sappho und Alkaios, legen Zeugnis von der Existenz des Heiligtums ab.
In archaischer Zeit wurde das erste Kultgebäude mit rechteckigem Grundriss und Altären errichtet, dessen Reste im aus Trachyt gebauten Fundament des spätklassischen Tempels (330–300 v. Chr.) erhalten sind. Der Tempel wurde vom Archäologen Robert Koldewey als „ionischer Tempel“ charakterisiert und ist ein Pseudoperipteros. Er besaß 8 × 14 Säulen und eine Größe von 41,55 × 23,78 Metern. Im 3. bis 4. Jahrhundert n. Chr. wurde dieser Tempel durch ein Erdbeben zerstört und Teile des Bauwerks wurden in Öfen, die in der Nähe des Tempels errichtet worden waren, zerkleinert und verkalkt. An der Stelle des Tempels wurde eine dreischiffige Friedhofsbasilika errichtet, die nicht mehr erhalten ist. Auf deren Boden baute man später, in metabyzantinischer Zeit, eine einschiffige, dem Erzengel Michael gewidmete Kapelle.
Das Heiligtum von Messon ist eines der wichtigsten antiken Denkmäler der Insel Lesbos und wurde zum ersten Mal in der Neuzeit (1855) von dem Mitglied der École française d’Athènes, Jean Marie Ernest Boutan (1827–1880), erwähnt.
Die heute bestehende archäologische Stätte wird auch für kleine kulturelle Veranstaltungen genutzt, wie beispielsweise Konzerte.

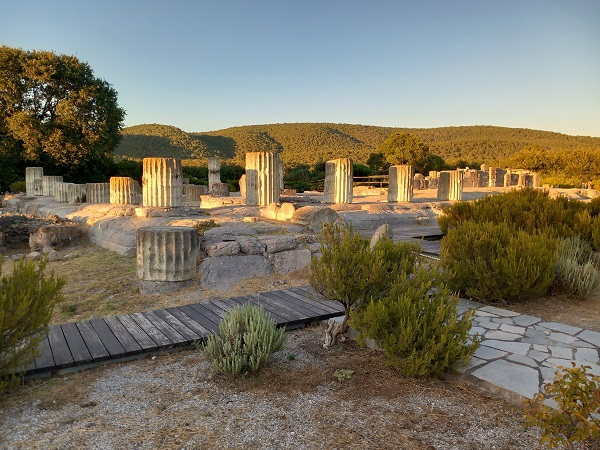
Heiligtum von Messon
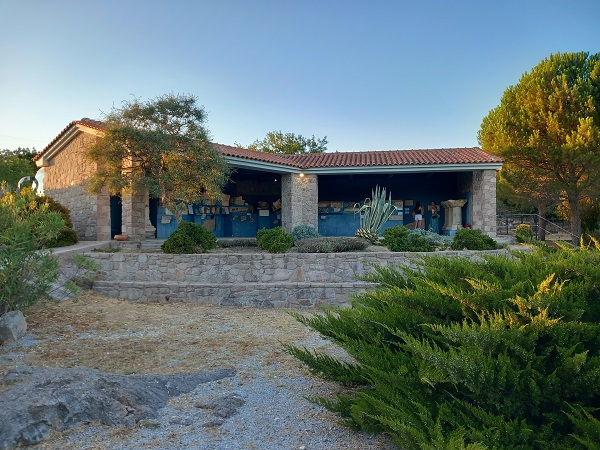
Ausstellungsgebäude der archäologischen Stätte
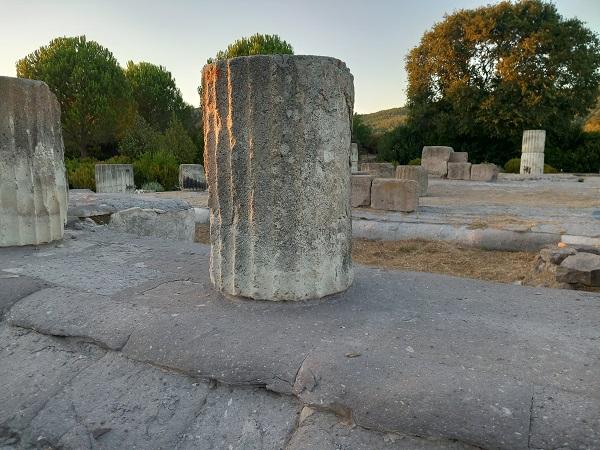
Säulenreste des Heiligtums
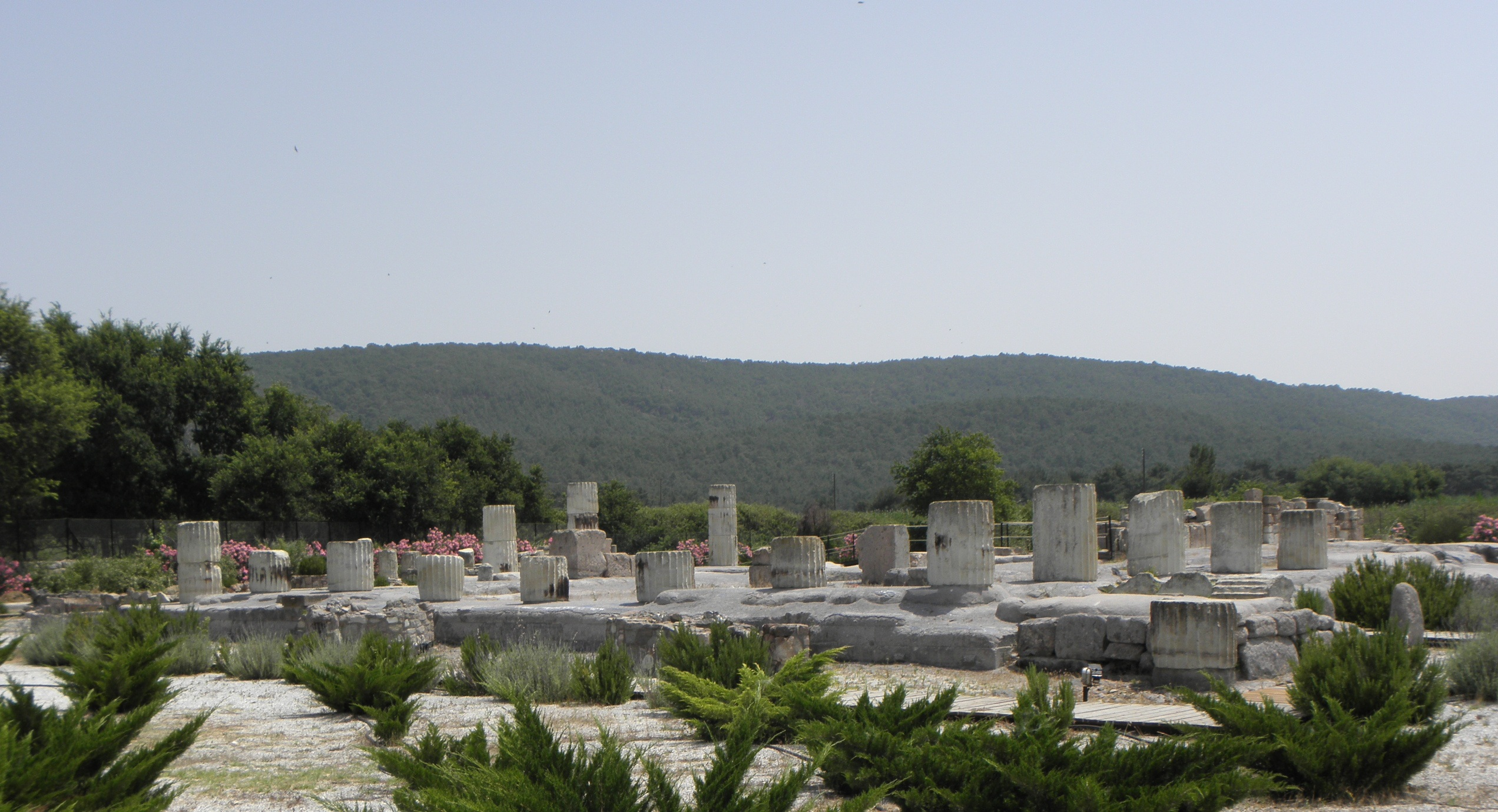
Heiligtum von Messon

## Ausgrabungen
Robert Koldewey war der erste Archäologe, der 1885 und 1886 im Rahmen seiner Arbeit für das Deutsche Archäologische Institut Grabungen am Heiligtum von Messon durchführte und große Teile freilegte. Er beschrieb das Heiligtum schon damals als „die Ruinen eines bedeutenden Tempels, … die größten, die es derzeit auf der Insel giebt“. Von 1965 bis 1967 wurden die Ausgrabungsarbeiten durch den griechischen Archäologen Vasilios Petrakos fortgesetzt. Dieser ließ Teile des Heiligtums, die in der Umgebung verstreut waren, sammeln.
Von 1995 bis 1997 wurden in regelmäßigen Abständen Ausgrabungsarbeiten durchgeführt. Die jüngsten Arbeiten zur Gestaltung und Aufwertung der archäologischen Stätte, die 2002 begannen und 2004 im Rahmen des dritten europäischen Förderungsprogramms abgeschlossen wurden, vervollständigten das heutige Bild des Heiligtums.

## Einzelbelege
1. 1 2 3  Αρχαιολογικός Χώρος Ιερού του Μέσσου. In: Αγία Παρασκευή. 5. Mai 2017, abgerufen am 27. September 2024 (griechisch).
2. 1 2  Αρχαιολογικός χώρος Ιερού του Μέσσου | Εφορεία Αρχαιοτήτων Λέσβου. Abgerufen am 27. September 2024 (griechisch).
3. ↑  Ιερό Μέσσου | Ψηφιακή ενοποίηση των αρχ/κών χώρων της Λέσβου. Abgerufen am 27. September 2024 (griechisch).
4. 1 2  Λέσβος: Το ιερό του Μέσσου, η έδρα του Κοινού των Λεσβίων. 14. März 2021, abgerufen am 27. September 2024 (griechisch).
5. ↑  Robert Koldewey: Die antiken Baureste der Insel Lesbos. Berlin 1890, S. 47.
6. ↑  Robert Koldewey: Die antiken Baureste der Insel Lesbos. Berlin 1890, S. 57.
7. 1 2 3  Das Heiligtum von Messos | Visit Lesvos. Abgerufen am 27. September 2024.
8. ↑  Ève Gran-Aymerich: Les Chercheurs de passé. 1798–1945. Aux sources de l’archéologie. CNRS Éditions, Paris 2007, S. 179 (online).
9. ↑  Μουσική παράσταση «Οι μέλισσες» στο Ιερό Μέσσου στις 24 και 25 Αυγούστου | LesvosVoice.gr. 19. August 2023, abgerufen am 27. September 2024 (griechisch).
10. ↑  Διεθνές Φεστιβάλ Μουσικής Μολύβου - Η κλασική μουσική προσιτή σε όλους. Abgerufen am 27. September 2024 (amerikanisches Englisch).
11. ↑  Robert Koldewey: Die antiken Baureste der Insel Lesbos. Berlin 1890, S. 47.

Koordinaten: 39° 11′ 47″ N, 26° 18′ 19″ O